# Вілкавішкіська дієцезія

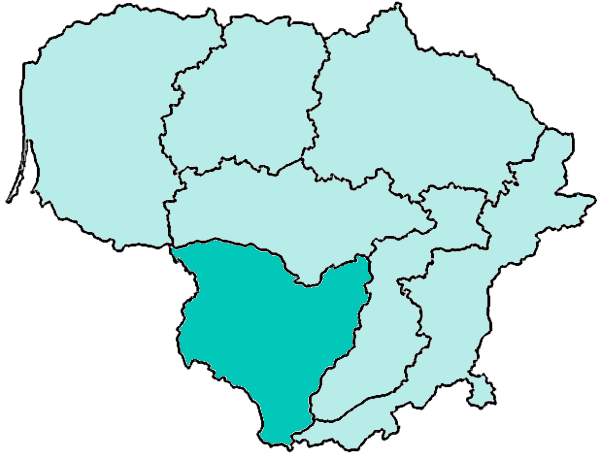
Вілкавішкіська дієцезія

Вілкавішкіська дієцезія (лат. Dioecesis Vilkaviskensis; лит. Vilkaviškio vyskupija) — одна з семи католицьких дієцезій латинського обряду в Литві з кафедрою в місті Вілкавішкіс (Маріямпільский повіт). Входить до складу церковної провінції Каунаса. Є суфраганою дієцезією Каунаської архідієцезії. Латинська назва дієцезії — «Dioecesis Vilkaviskensis». Кафедральний собор — церква Пресвятої Діви Марії у Вілкавішкісі.

## Історія
4 квітня 1926 Римський папа Пій XI видав буллу «Lituanorum gente», якою заснував Вілкавішкіську дієцезію, виділивши її з Ломжанської дієцезії і Каунаської архідієцезії.
Від 5 січня 2002 року єпископом Вілкавішкіської дієцезії є Рімантас Норвіла.

## Ординарії дієцезії
- єпископ Антанас Каросас (5.04.1926 — 7.07.1947)
  - Sede vacante (1947—1991);
- єпископ Юозас Жемайтіс, M.I.C. (24.12.1991 — 5.01.2002)
- єпископ Рімантас Норвіла (5.01.2002 — дотепер).